# محمد مھدي الآصفي
محمد مهدي بن علي محمد الآصفي، عالم دين شيعي عراقي من اصول إيرانية، وكان الآصفي ممثل مرشد الثورة الإيرانية علي الخامنئي في العراق.

## نشأته
ولد محمد مهدي الآصفي في النجف عام 1939م.
جمع بين الدراستين الأكاديمية والحوزوية؛ فحصل على البكالوريوس من كلية الفقه بجامعة الكوفة في دورتها الأولى.
أما دراسته الحوزوية فقد درس على يد:
- السيد محسن الحكيم
- السيد الخوئي
- السيد الخميني.

## أنشطة الآصفي
انتمى إلى حزب الدعوة عام 1962 م وأصبح من كوادره المتقدمة، كما عمل بين صفوف جماعة العلماء في النجف.
تعرض لملاحقة السلطة في بغداد، فخرج من العراق في عام 1970م واستقر في دولة الكويت وكان يلقي محاضراته الفكرية الإسلامية من على منبر مسجد النقي.
رجع إلى إيران بعد انتصار الثورة الإسلامية بقيادة الإمام الخميني عام 1979م.
أصبح عام 1980 الناطق الرسمي باسم حزب الدعوة.
انسحب الآصفي نهائياً من الحزب أواخر عام 1999 م. ومما ذكره في استقالة مكتوبة بأن سبب انسحابه هو عدم ارتباط الحزب بالقيادة السياسية المتمثلة بولي الأمر. وهو يعني أن قيادة الحزب وكوادره العليا لا بد أن تخضع لولاية الفقيه.

## مؤلفاته
- دلالة نص الغدير
- المدخل إلى دراسة نصّ الغدير.
- الانتظار والصِّراع بين المستضعفين والمستكبرين.
- ولاية الفقيه أمر محسوم في ثقافة أهل البيت (ع).
- الحاكمية في رسالات الله.
- التّخطيط السّياسي في السّيرة النّبويّة.
- الأبعاد الثلاثة لمسألة القضاء والقدر.
- المدخل إلى عقيدة الشيعة الإمامية في ولادة الإمام المهدي ( عليه السلام ) وغيبته.[1]

## وفاته
توفي محمد الآصفي عام 2015م، وله من العمر 76.

## وصلات خارجية
- محاضرات الآصفي
- كتابات في الميزان